# Валтер V од Бријена
Валтер V од Бријена (око 1278—15. март 1311) је био атински војвода од 1308. до 1311. године.

## Биографија
Рођен је око 1278. године у Бријен ле Шатоу у департману Об, Краљевина Француска. Валтеров отац, Иго, био је гроф Бријена. Мајка му је била Изабела де ла Рош, ћерка Гаја I де ла Роша, атинског војводе. Припадао је породици Бријена који су носили и титуле јерусалимског и кипарског краља, а држали су и Тарент и делове Сицилије. Валтер је младост провео на Сицилији, у замку у Агости. Након смрти свога оца Ига (1296), Валтер је понео титулу грофа Бријена, Конверзана и Лечеа. Као и његов отац, и Валтер је своје оружје ставио у службу Напуља те је заробљен у бици код Гариљана 1300. године. Ослобођен је две године касније након потписивања споразума у Калтабелоти. Након смрти Гаја II де ла Роша, рођака Изабеле де ла Рош, Валтер је постао атински војвода (1308). Морао је да издржи снажан притисак еписког деспота, византијског цара Андроника II Палеолога и тесалског владара Јована II Дуке. Године 1310. унајмио је ратнике Каталинске компаније који су пљачкали по Балкану. Валтер од Бријена се у младости борио против Каталинаца у Италији. Говорио је њиховим језиком. Ангажовао је плаћенике који су се за његов рачун шест месеци борили против Грка. Цена је била висока: четири унци злата по оклопљеном коњанику и два по лаком коњанику, једна за пешака. Плаћало се два месеца унапред. Каталинци заузимају град Домокос и тридесетак других тврђава. Пљачкају богате равнице Тесалије присиљавајући грчке државе да се измире са Валтером. Каталинци су признање и новчану награду добили и од папе Климента V (1305-1314). Међутим, Валтер је одбио да испуни свој део договора и да исплати плате за преостала четири месеца. Уместо тога је војвода изабрао 200 коњаника и 300 пешака Алмогавера, платио им и дао земљу како би остали у његовој служби. Остатку је наредио да напусте његову земљу. Каталинци су најпре понудили Валтеру вазалан однос како би задржали земље које су освојили. Војвода је одбио њихов предлог и почео припреме да их протера силом. У ту сврху је окупио велику војску својих феудалаца. Међу њима је најистакнутији био Алберт Палавикини, гроф Бодоница, Тома II де Отреманкур, господар Салоне и маршал Ахаје и барон Еубеје, Бонифације од Вероне. Резултат је битка код Халмироса, вођена 15. марта 1311. године. Каталинци односе велику победу у бици. Сам Валтер погинуо је у сукобу. Роџер Деслаур, вођа Каталинаца, постао је атински војвода убрзо након битке.

## Породица
Валтер је био ожењен Жаном од Шатијона. Она му је родила двоје деце:
- Валтер VI од Бријена (1302-1356), наследио оца на челу Лечеа и Конверзана. Титуларни војвода Атине.
- Изабела од Бријена (умрла 1360), наследила брата 1356. године.